# Pinus morrisonicola
Pinus morrisonicola é uma espécie de pinheiro originária do Velho Mundo, mais precisamente da região da Ásia.

## Ver também

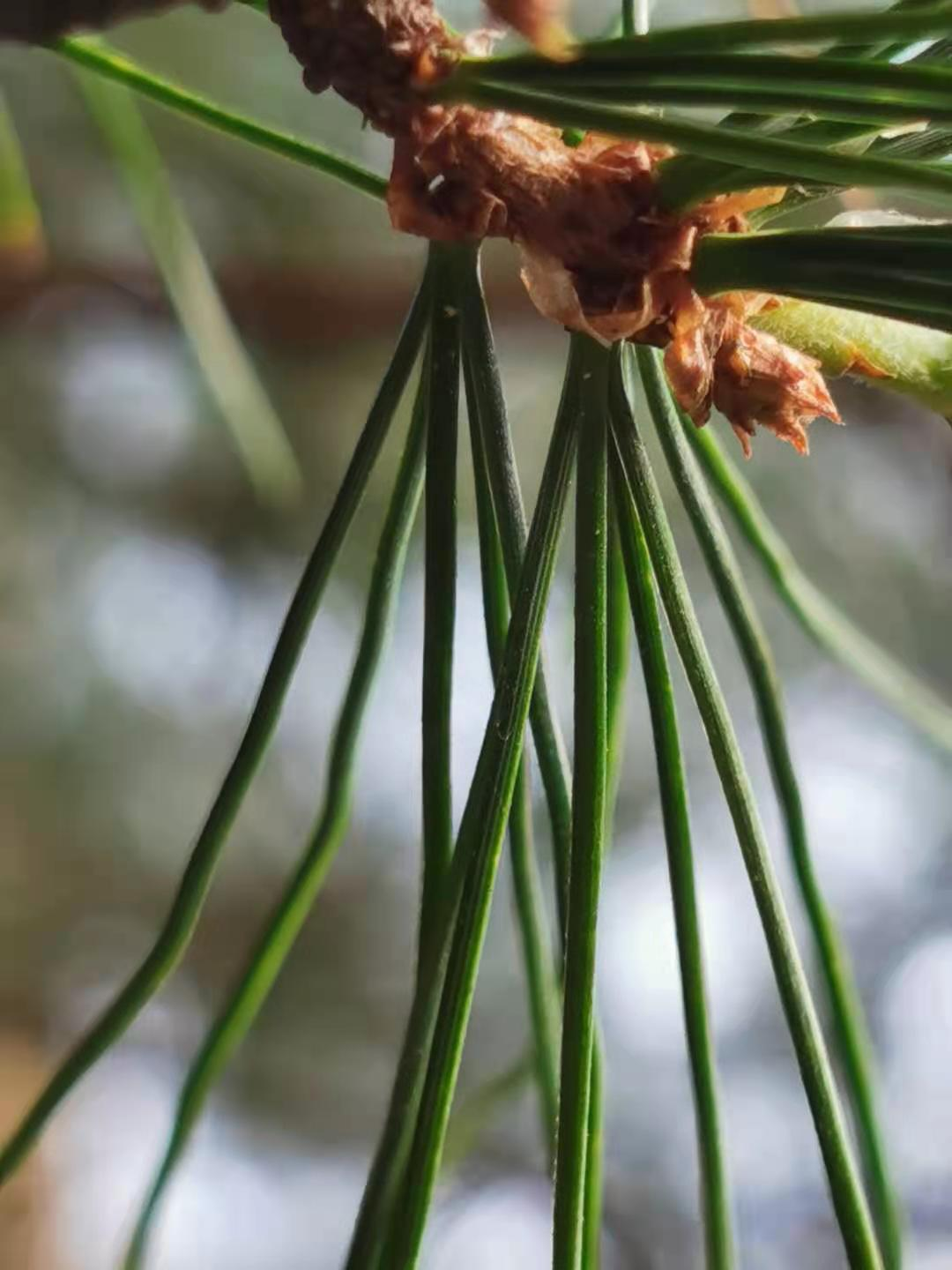
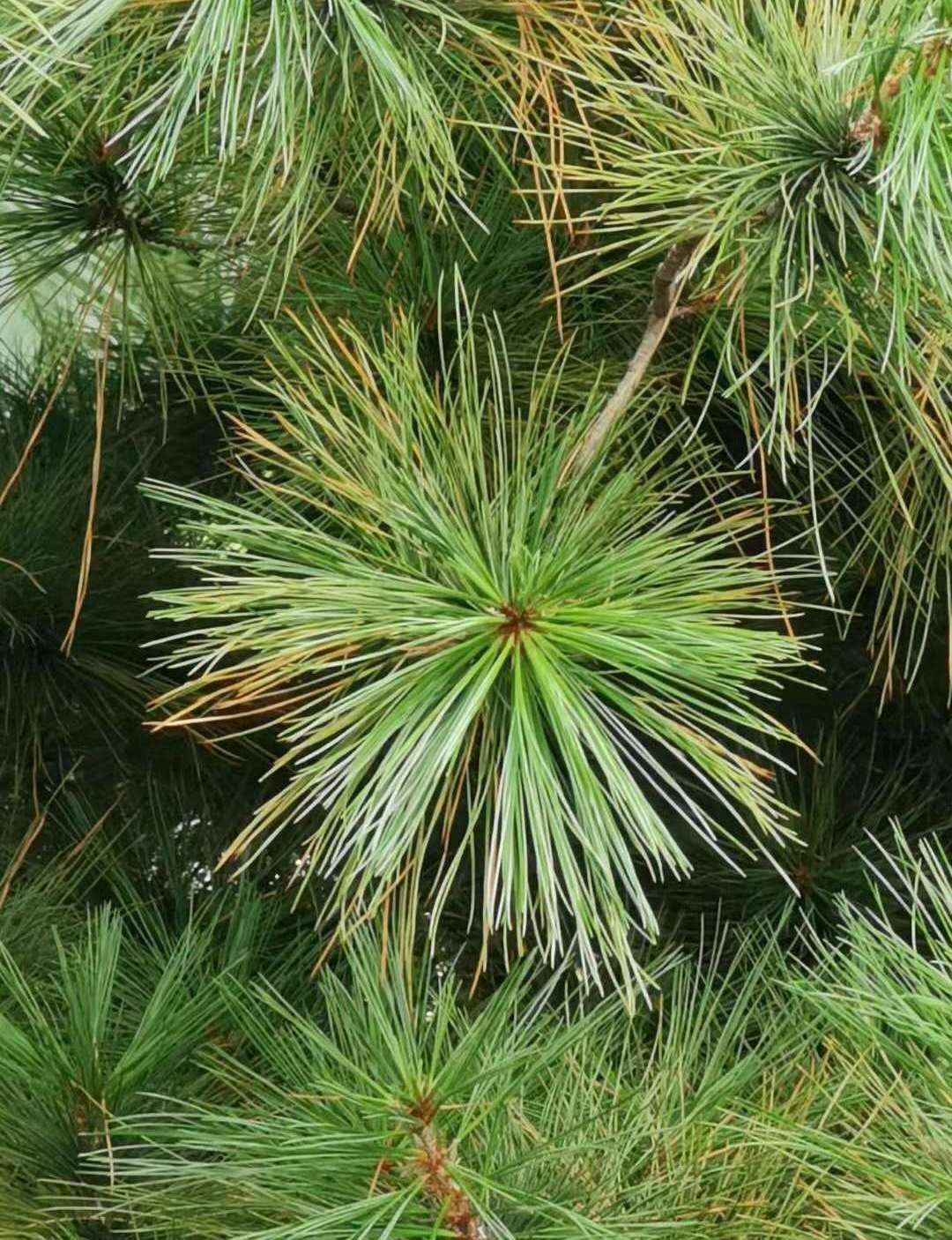
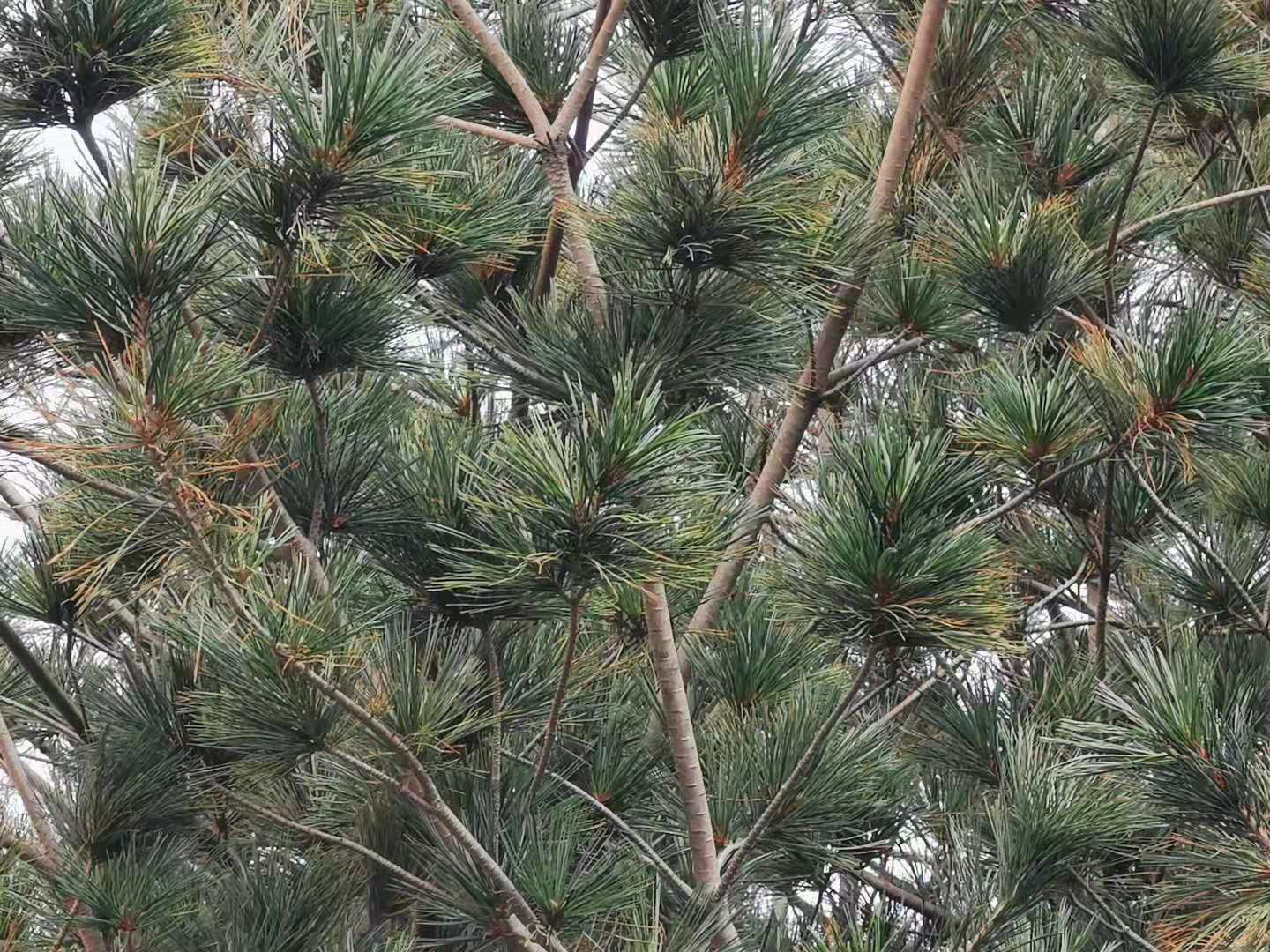
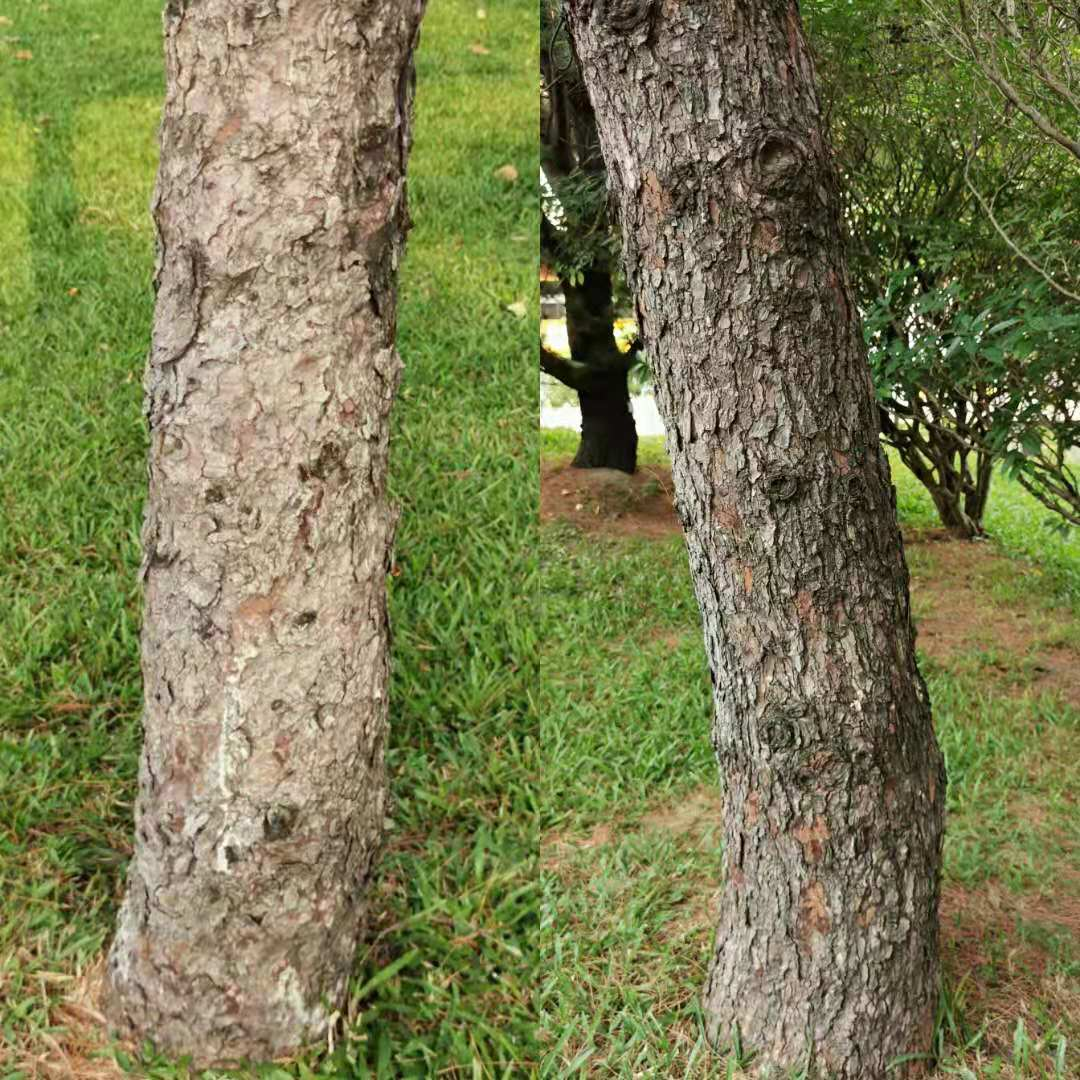